# 마린 드라이브역
마린 드라이브'(Marine Drive)역은 메트로 밴쿠버의 스카이트레인 캐나다선의 지하철역이다. 캐나다 브리티시컬럼비아주 밴쿠버에 있는 캠비가(Cambie Street)와 서남부 마린 드라이브의 교차로에 위치해 있다.

## 위치
이 역은 서남부 마린 드라이브와 캠비가의 교차로 남동쪽 모퉁이에 위치해 있다. 역 인근에는 마폴과 밴쿠버 사우스 슬로프의 주거 지역이 있다. 역 건너편에는 마린 게이트웨이, A&W, T&T 슈퍼마켓, 씨네플렉스 영화관 등 프랜차이즈를 내세운 대형 소매점들도 있다.
마린 드라이브 역은 밴쿠버 시내에서 유일하게 지상역 승강장을 갖춘 캐나다선의 역이다. 역에서 북행 노선은 몇 블록 떨어진 64번로(64th Avenue) 부근에서 개착식 터널로 바뀌어 워터프런트 역에서 북쪽 종점까지 지하에 있다. 남행 노선은 엑스포선을 위한 스카이브리지와 비슷한 목적으로 만들어진 교량인 노스암교로 프레이저강을 건넌다.

## 역 정보

### 역 구조
| T | 상대식 승강장, 오른쪽 문이 열림 | 상대식 승강장, 오른쪽 문이 열림                                  |
| T | 1번 승강장 내행                 | ← ■ 캐나다선 워터프런트 방면 (랑가라-49번 애비뉴)                |
| T | 2번 승강장 외행                 | ■ 캐나다선 리치먼드-브리그하우스 및 YVR-공항 방면 (브리지포트) → |
| T | 상대식 승강장, 오른쪽 문이 열림 |                                                                  |
| C | 대합실                          | 컴파스 자동발매기, 개집표기                                      |
| S | 거리층                          | 출구                                                             |

## 연결 교통
메인 스트리트(#3), 그랜빌 스트리트(#10), 오크 스트리트(#17)를 따라 운행하는 트롤리버스—이전 트롤리 버스 노선인 캠비 스트리트(#15)— 남쪽 종점이 마린 드라이브 역 버스 환승센터에 위치하여 밴쿠버, 리치먼드, 밴쿠버 국제공항을 오가는 승객들을 위해 쉽게 환승할 수 있도록 한다. 또한, 승객들은 마린 드라이브를 따라 운행되는 100번 버스로도 환승할 수 있다.

### 버스
마린 드라이브 역 인근에 정차하는 버스 노선은 아래와 같다.:
- 3 Downtown(다운타운) (메인 스트리트 경유)
- 10 Downtown(다운타운) (그랜빌 스트리트 경유)
- 15 Olympic Village Station(올림픽 빌리지 역) (캠비 스트리트 경유후, #50 Waterfront Station(워터프런트 역)을 통해 Downtown(다운타운)으로 이어짐)
- 17 Downtown(다운타운) (Oak Street 경유)
- 100 Marpole Loop(마폴 루프)
- 100 22nd Street Station(22번가역)

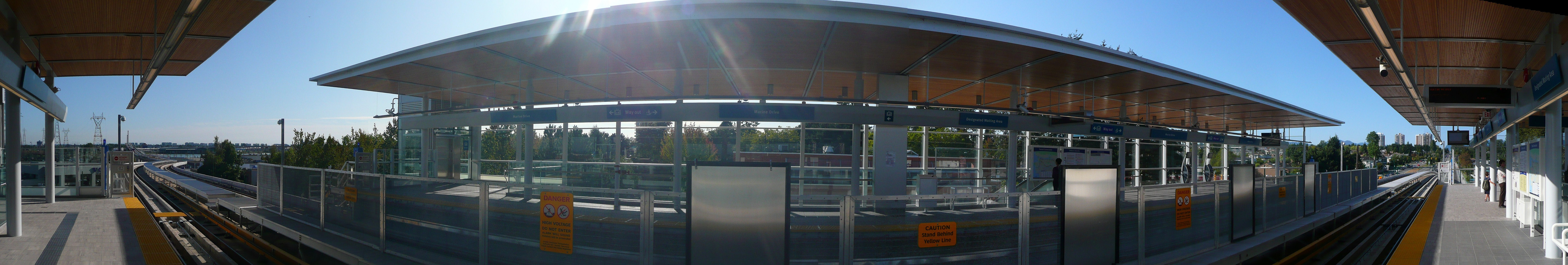
승강장 파노라마

- N8 Downtown(다운타운)
- N15 Downtown(다운타운)
- N20 Downtown(다운타운)